# گیاه‌پارچ درازبرگ
گیاه‌پارچ درازبرگ (نام علمی: Nepenthes longifolia) نام یک گونه از سرده گیاه پارچ است. این یک گیاه کوزه‌ای گرمسیری و بومی سوماترا مکانی که ۳۰۰ تا ۱۱۰۰ متر بالای دریاست رشد می‌کند. نام لانگیفولیا (longifolia) برگرفته از دو کلمه لاتین longus(en) به معنای «دراز» و «بلند» و folius(en) به معنای «برگ» با توجه به برگ‌های بزرگ این گونه می‌باشد.